# Francis Mazière
 (août 2014).
Si vous disposez d'ouvrages ou d'articles de référence ou si vous connaissez des sites web de qualité traitant du thème abordé ici, merci de compléter l'article en donnant les références utiles à sa vérifiabilité et en les liant à la section « Notes et références ».
Pour les articles homonymes, voir Mazière.
Francis Mazière, né le 24 mai 1924 à Paris et mort le 18 septembre 1994 à Carpentras,, est un écrivain français.

## Biographie

### Explorations
En 1951, il monte une expédition en Guyane en territoire indien, franchissant les monts Tumuc-Humac et découvrant des terres inexplorés du Brésil. Il s'est intéressé aux cultures des peuples du Sinaï, de la Guyane, de l'Argentine et au Pacifique Sud. Il contribuera à l'étude des sons et des danses de l'île de Tahiti.

### Carrière d'éditeur et d'auteur
En plus de ses activités d'archéologue, il réalise des ouvrages destinés au jeune public et comportant des photographies noir et blanc. L'un des plus célèbres, Parana, le petit Indien (illustré par Dominique Darbois), est le récit du quotidien d'un enfant amazonien - publié chez Nathan en 1953. Il fut également pendant longtemps directeur de la collection Énigmes de l'univers puis des Portes de l'étrange chez l'éditeur Robert Laffont, période durant laquelle l'intérêt de l'auteur et des publics pour la littérature de science fiction s'intensifie.
Francis Mazière a également participé, comme comédien, au film de Jacques Becker, Rendez-vous de juillet, 1949, dans lequel Daniel Gélin tenait le rôle d'un jeune ethnologue montant avec difficulté sa première expédition et Francis tient le rôle de "Frédéric". (Prix Louis-Delluc).

## Vie privée
Il a eu une femme, Tila Mazière, une archéologue qui l'aidera et viendra souvent avec lui durant ses explorations,.